# Secos los pies: 1997-2007
Secos los pies: 1997-2007 es el primer disco del grupo de rock español Marea que fue publicado en Latinoamérica, se trata de un recopilatorio que se publicó para celebrar los 10 años de carrera discográfica de la banda.

## Lista de canciones
Recopilatorio de sus 14 canciones más aclamadas hasta la fecha. (Duración: 77:18 + 9:00 de material audiovisual)
Las canciones están ordenadas cronológicamente y en el mismo orden en que fueron publicadas en sus discos, siendo rescatadas de la 01 a la 02 de su primer disco La patera, de la 03 a la 04 de su segundo disco Revolcón, de la 05 a la 09 de su tercer disco Besos de perro, de la 10 a la 14 de su último disco publicado antes de la fecha de publicación del recopilatorio, 28.000 puñaladas.
| Secos los pies: 1997-2007 | Secos los pies: 1997-2007   | Secos los pies: 1997-2007 |
| N.º                       | Nombre                      | Duración                  |
| ------------------------- | --------------------------- | ------------------------- |
| 01                        | Marea                       | 04:24                     |
| 02                        | Trasegando                  | 02:46                     |
| 03                        | Corazón de mimbre           | 05:36                     |
| 04                        | El perro verde              | 04:04                     |
| 05                        | Romance de José Etxailarena | 04:13                     |
| 06                        | El rastro                   | 04:10                     |
| 07                        | La luna me sabe a poco      | 04:24                     |
| 08                        | En tu agujero               | 05:02                     |
| 09                        | Manuela canta saetas        | 03:53                     |
| 10                        | La rueca                    | 03:53                     |
| 11                        | A caballo                   | 05:31                     |
| 12                        | Con la camisa rota          | 04:45                     |
| 13                        | Como los trileros           | 04:30                     |
| 14                        | Que se joda el viento       | 05:07                     |
| Pista Interactiva PC      |                             |                           |
| 15                        | La rueca                    | 03:53                     |
| 16                        | Que se joda el viento       | 05:07                     |
| TOTAL                     | TOTAL                       | 01:26:18                  |